# Dorchester County, Maryland
Dorchester County är ett administrativt område i delstaten Maryland, USA, med 32 618 invånare (2010). Den administrativa huvudorten (county seat) är Cambridge. 

## Geografi
Enligt United States Census Bureau så har countyt en total area på 2 546 km². 1 444 km² av den arean är land och 1 102 km² är vatten. 

### Angränsande countyn
- Caroline County - nord
- Sussex County, Delaware - nordöst
- Wicomico County - öst
- Somerset County - sydöst
- Talbot County - nordväst